# Бої на Світлодарській дузі
48°26′7″ пн. ш. 38°13′15″ сх. д. / 48.43528° пн. ш. 38.22083° сх. д.
Бої на Світлодарській дузі — бойові дії за контроль над районом міста Світлодарськ Донецької області в ході війни на сході України. Світлодарська дуга — лінія оборони, на яку на початку 2015 року відійшли з Дебальцевого сили АТО. Місто Світлодарськ, розташоване на північ від Світлодарського водосховища, має стратегічне значення: на північ від «дуги» розташована Вуглегірська ТЕС, на південь — місто Дебальцеве.

## Перебіг подій

### Напередодні утворення Світлодарської дуги

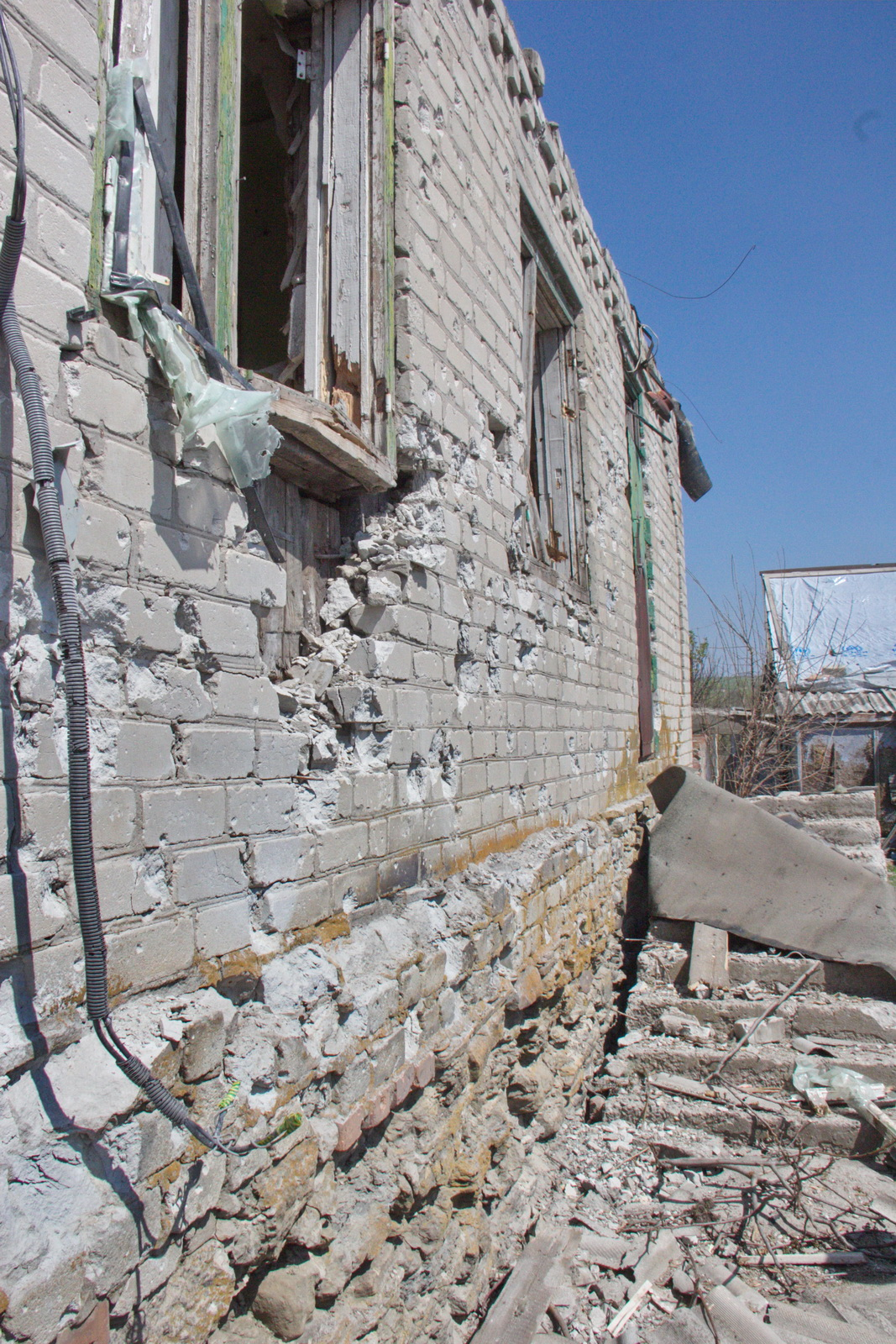

11 грудня 2014-го загинув під час виконання бойового завдання біля Луганського солдат 42-го батальйону Олександр Ярков.

### 2015
26 січня 2015 року в Луганському снаряд потрапив в приватний будинок, загинув 70-річний чоловік.
1 лютого поблизу Луганського терористи штурмували українські позиції, після адекватної відповіді відступили. 12 лютого у бою поблизу Луганського загинув молодший сержант 169-го центру Олександр Кравченко. 14 лютого зазнав смертельного осколкового поранення під час артилерійського обстрілу у селищі Луганське солдат батальйону «Чернігів-1» Віталій Гирич.
17 лютого при обстрілі терористами з танків загинув лейтенант спецпідрозділу «Ягуар» Роман Лабань, підірвався на міні солдат батальйону «Чернігів-1» Володимир Бахмач, смертельного поранення зазнав солдат 30-ї бригади Андрій Кулініч. 18 лютого опівдні незаконні збройні формування обстріляли Луганське, від розриву снаряда загинула людина.
4 березня під час ротації троє вояків 30-ї бригади їхали на БМП у бік Дебальцевого, біля взводного опорного пункту «Павло-30» під Луганським у машину влучив снаряд терористів, солдат Роман Горбенко загинув в БМП. 7 травня загинув у часі мінометного обстрілу російськими терористами позицій 30-ї бригади на оборонних рубежах біля селища Луганське старший солдат Дмитро Козачонок. 16 травня під час обстрілу терористами загинули лейтенант 30-ї бригади Олександр Закерничний та солдат Сергій Чередниченко-Москаленко.
3 червня 2015-го бойовики атакували роту 30-ї ОМБР, котра рухалася для посилення позицій українських військ, що стримували наступ на Бахмут; загинув сержант Віталій Білько. 11 червня за не до кінця з'ясованих обставин помер солдат 55-ї бригади Андрій Ярошенко. 12 червня опівдні під час артилерійського обстрілу терористами опорного пункту ЗСУ поблизу Луганського загинули двоє танкістів 30-ї бригади — Віктор Кеслер та Олексій Дуб, поранено навідника Романа Олейнікова (родом з Київської области). 25 червня під Луганським при проведенні лінії зв'язку під артилерійським обстрілом терористами у солдата батальйону «Волинь» Сергія Швеця стався смертельний серцевий напад. 7 липня загинув під час мінометного обстрілу терористами поблизу Луганського, коли витягував з-під обстрілу пораненого побратима, солдат 30-ї бригади Олексій Кваша. 2 серпня 2015-го загинув поблизу Луганського, рятуючи поранених під обстрілом терористів, сержант 30-ї бригади Сергій Пономаренко. Тоді ж загинув молодший сержант Ігор Правосудько, ще 13 вояків зазнали поранень.
14 липня 2015-го під час мінометного обстрілу терористами опорного пункту біля смт Луганське загинули солдати Сергій Береговий та Анатолій Кулінич. 20 липня 24-м айдарівцям підрозділу «Холодний Яр» вдалося пробити коридор до Георгіївки, по якому військовим в Луганському аеропорту доставили продовольство та набої. 21 липня терористи пішли в контратаку, прикриваючись танками. Муха Володимир був у складі розвідувальної групи, загинув під час бою між смт Георгіївка — смт Луганське від кулі снайпера. Тоді ж полягли солдати Геннадій Тома та Олег Михайлов, ще двоє вояків були поранені.

### 2016
23 квітня під час обстрілу позицій взводного опорного пункту поблизу смт Луганське Бахмутського району Михайло Креховецький зазнав важкого осколкового поранення. 24 квітня загинув під час бою з терористичною ДРГ на спостережному пункті поблизу смт Луганське (Бахмутський район) солдат 54-ї бригади Олександр Залізко. Тоді ж поліг Денис Іванов, ще один вояк потрапив у полон. 30 квітня поблизу смт Луганське у напрямі Світлодарського водосховища внаслідок гранатометного обстрілу загинув солдат 54-ї бригади Вадим Тарабанов.
Уночі з 8 на 9 травня загинув під час виконання бойового завдання поблизу села Кримське молодший сержант 24-ї бригади Євген Нефедьєв — група українських військовослужбовців під час патрулювання підірвалася на вибуховому пристрої з «розтяжкою», ще два вояки зазнали поранень. 18 червня поблизу Луганського внаслідок підриву на протипіхотній стрибучій міні з «розтяжкою» загинув майор 74-го батальйону Сергій Лобов: розвідники щойно встановили апаратуру для прослуховування та рушили вздовж лінії розмежування. Командир роти зупинив основну групу та з двома бійцями пройшов ще 50 метрів, в цей час поряд вибухнула міна. Сергій зазнав поранення у голову, помер під час транспортування до шпиталю. Тоді ж, під Луганським на протипіхотній стрибучій міні загинув старший солдат Микола Андрущенко. 22 червня уночі від чисельних поранень внаслідок обстрілу терористами зі 120-мм мінометів та САУ поблизу села Троїцьке загинув старший солдат 11-го батальйону Микола Дегтяр.
29 червня відбулось перше масштабне зіткнення з проросійськими сепаратистами та бойовиками. Ворог розпочав наступ о 5:00 ранку з обстрілів, потім вийшли декілька бронемашин та піхота. Напад бойовиків було відбито, ворога посунуто на півтора кілометри вглиб. Були тимчасово зайняті позиції противника, але через їх низьку якість та проблеми з доставленням боєкомплектів зайняті позиції були покинуті. В бою загинуло двоє бійців, з них солдат батальйону «Київська Русь» Анатолій Коваль, і отримали поранення більше десяти українських воїнів. Загинув у бою біля смт Луганське 29 червня 2016 року Василь Сліпак, соліст Паризької національної опери у 1997—2002 роках, вихованець Львівської консерваторії, який брав участь в боях проти російських окупантів на Донбасі у складі добровольчого корпусу «Правий сектор». Вранці 8 липня загинув о 8:20 поблизу Луганського солдат 54-ї бригади Василь Мельник — зранку противник почав обстріл передових позицій ЗСУ з БМП-1, Василь у цей час займався з телефонним кабелем та затримався на відкритій ділянці, куля снайпера потрапила у сонну артерію.
Під час бойового зіткнення поблизу Троїцького в ніч з 10 на 11 липня було затримано двох бойовиків, один з яких, Олексій Седіков, був громадянином РФ з Сєверодвінська, третій — громадянин Російської Федерації рядовий Цакіров Натан Леонідович — уродженець міста Омськ, від важких ран помер. СБУ порушила кримінально справу щодо старшого лейтенанта Олексія Седікова. 27 липня загинув поблизу смт Луганське під час обстрілу — уражений пострілом ворожого снайпера з великокаліберної зброї — солдат 54-ї бригади Олексій Титаренко. 29 липня загинув увечері під час виконання бойового завдання молодший сержант 54-ї бригади Олег Величко. 10 серпня року увечері група 54-ї бригади, в складі якої був Владислав Казарін, у промзоні поблизу Дебальцевого потрапила під мінометний обстріл терористів — під Луганським. Внаслідок розриву 120-мм міни Владислав зазнав поранення, несумісні з життям; помер дорогою до лікарні. 27 серпня загинув у бою солдат 54-ї бригади Олег Попович. 28 серпня загинув від осколкових поранень під час мінометного обстрілу терористами опорного пункту поблизу Луганського солдат 54-ї бригади Василь Івченко. 11 листопада 2016-го загинув під час мінометного обстрілу сержант 54-ї бригади Подліпнюк Андрій Іванович.
17 грудня спеціальна моніторингова місія ОБСЄ в районі Світлодарська та Дебальцевого задокументувала близько 700 розривів мін та снарядів великого калібру. 18 грудня їх число зросло до близько 2900. В попередні дні середнє число розривів складало близько 100. Обстріл вівся зі сходу.
18 грудня російсько-сепаратистські угрупування здійснили спробу атаки позицій українських збройних сил. Було здійснено три вогневих нальоти тривалістю від трьох до шести годин кожен. В результаті обхідної контратаки в районі селища Луганське українські війська силами взводу і трьох БМП відтіснили противника з займаних позицій. Завдяки цьому українські війська отримали додаткову перевагу над ворогом в цьому секторі оборони. Цього дня ЗСУ зазнали значних втрат: загинули п'ятеро військовослужбовців, шестеро були поранені і 10 травмовані, один боєць зник безвісти. Ці втрати виявились найважчими втратами, понесеними ЗСУ впродовж однієї доби за останні п'ять місяців боїв. За даними розвідки, втрати противника склали щонайменше 25 осіб убитими та до 30 поранених.
У результаті збройних сутичок українські війська змогли зайняти 4 опорні пункти у лісі на високому схилі на захід від Грязевського ставу: «Кікімора», «Хрест», «Звєзда» і «5 пост». 19 та 20 грудня терористи намагалися відбити свої позиції і здійснювали масовані обстріли українських військ. На відбитих позиціях бойовиків українські військові взяли як трофей великокаліберний кулемет «Утьос». Вогнепальних поранень зазнав вояк 54-ї механізованої бригади Олександр Баранов.
21 грудня інспекцію оборонних споруд українського війська на передовій здійснив Секретар РНБО Олександр Турчинов.
22 грудня обстріли та атаки сепаратистів на нові позиції ЗСУ тривали. Британський журналіст Грем Філіпс відзняв відеоматеріал, в якому показав розташування позицій проросійських бойовиків з опорного пункту «4 пост». Наступного дня по цих позиціях відпрацювала українська артилерія, важко поранивши бойовика на прізвисько «Румун». Того дня загинув солдат 54-ї бригади Рубанчиков Сергій Петрович.
23 грудня 2016 року у селище Новолуганське, що тривалий час перебувало в «сірій зоні», увійшли підрозділи батальйону «Донбас-Україна». За словами Юрія Бутусова, селище було важливим вузлом контрабандної торгівлі, що використовували обидві сторони конфлікту. Того дня в бою загинув солдат 54-ї бригади Андрій Широков — «Сім'янин» 28 грудня 2016 року під час виконання бойового завдання неподалік села Троїцьке загинув старшина батальйону «Київська Русь» Кабанов Сергій Леонідович.

### 2017
За свідченнями волонтерів, Збройні сили України станом на 19 січня 2017 року знаходяться за 5-6 км від окупованого Дебальцевого, коли ще рік тому було 25 км.
14 січня під Новоолександрівкою загинув капітан 24-ї бригади Сенюк Віталій Дмитрович, ще один офіцер (молодший лейтенант) дістав тяжке поранення.
23 січня відбулося бойове зіткнення північніше Калинівки, терористи використовували вогневе прикриття з 82-мм мінометів, двома малими піхотними групами спробували наблизитися до передових позицій українських сил, відступили з втратами. 24 січня в боях вояки утримали позиції та дещо просунулися вперед.
2 лютого, за повідомленнями штабу АТО, на Світлодарській дузі загинули двоє військових — дівчина-лікар та військовик з 54-ї бригади Рева Юрій Андрійович, шестеро вояків зазнали поранень.. Біля селища Луганського 2 лютого загинула санінструктор 54-ї окремої механізованої бригади Хоружа Наталія Олександрівна. 28 лютого загинули під час масованого мінометного обстрілу на передовій позиції солдати 54-ї бригади Мокренко Сергій Вікторович й Решетняк Геннадій Анатолійович.
10 березня дістав смертельне уламкове поранення під час масованого ворожого артилерійського обстрілу передових позицій поблизу селища Новолуганське солдат 46-го батальйону Миронов Михайло Павлович. 27 березня під час виконання бойового завдання з обстеження території поблизу селища Новолуганське, внаслідок підриву на вибуховому пристрої з «розтяжкою» загинули солдати 46-го батальйону «Донбас-Україна» Наріжний Максим Сергійович та Писаренко Владислав В'ячеславович. 29 березня снайпер терористів вбив бійця ЗСУ біля Луганського. Того ж дня від мінно-вибухової травми під час виконання бойового завдання неподалік села Троїцьке Попаснянського району загинули солдат 44-ї бригади Єгоренко Володимир Володимирович та солдат 54-ї бригади Вельможко Антон Миколайович.
На початку квітня в оборону заступила 53-тя ОМБр, в Новолуганському позиції зайняв штурмовий батальйон «Айдар». 23 квітня на Світлодарській дузі снайпер поранив українського військовика, пораненого евакуювали гелікоптером.
1 травня близько 17-ї години група військових потрапила під потужний обстріл противника біля селища Луганське. Троє українських бійців 43-го мотопіхотного батальйону загинули, намагаючись врятувати пораненого побратима. Тіла загиблих не вдалося евакуювати через обстріли, бойовики віддали їх лише на п'яту добу. Біля Луганського 1 травня загинули молодший сержант 43-го батальйону Мальков Юрій Станіславович, сержант Смірнов Сергій Миколайович та старший солдат Біжко Анатолій Вікторович. 9 травня терористи здійснили атаку на розташування підрозділу однієї із механізованих бригад під Луганським, в бою загинув 1 вояк — солдат 53-ї бригади Кочубей Денис Миколайович. 11 травня під час виконання бойового завдання поблизу взводного опорного пункту № 4311 (ВОП 43-го ОМПБ) в районі смт Луганське двоє саперів групи розмінування підірвались на вибуховому пристрої. Старший сержант 53-ї бригади Ліптуга Олександр Сергійович загинув на місці, другий сапер дістав поранення і був госпіталізований.  
Того ж дня загинув від осколкового поранення внаслідок мінометного обстрілу поблизу с-ща Новолуганське молодший сержант батальйону «Айдар» Сіхарулідзе Давид Кайнович. 14 травня біля Луганського терористи здійснили атаку на позиції одного із механізованих підрозділів під Луганським, загинув один вояк.
13 травня, близько 22:10 російсько-терористичні угруповання обстріляли Новолуганське із застосуванням РСЗВ БМ-21 «Град». В результаті обстрілу значних пошкоджень зазнало підприємство «Агро-Союз», були зруйновані складські та ангарні приміщення, постраждала свиноферма. Перебито лінію газопроводу.
24 травня українські військовики в боях відтиснули позиції терористів приблизно на 1 кілометр та зайняли територію, яка, відповідно до Мінських угод, на поточний момент має перебувати під контролем законної влади.
13 червня 2017-го під Луганським загинув старший солдат батальйону «Патріот» Микола Гайдук. 17 червня один із підрозділів ЗСУ артилерійським вогнем на Світлодарській дузі знищив 2 мінометні розрахунки та кулеметну точку терористів, загинуло кілька терористів. 23 червня українські бійці ліквідували опорний пункт терористів на передовій.
18 липня на Світлодарській дузі ліквідований терорист. 1 серпня терористи обстріляли Луганське з БМП, великокаліберних кулеметів та стрілецької зброї, поранення зазнав один вояк.
13 вересня терористи обстрілюють українські позиції на Світлодарській дузі, вогнем у відповідь ліквідовано 2 з них. В кінці вересня українські військові знищили склад набоїв терористів на передовій в районі «лісу».
24 жовтня вранці під час виконання бойового завдання поблизу Новолуганського загинули внаслідок підриву на міні «ОЗМ» солдати батальйону «Айдар» Ярослав Бондар та Антон Сінягуб.
23 листопада українські війська силами батальйону «Айдар» взяли під контроль села Гладосове і Травневе. Операцію було проведено з метою покращення умов спостереження за противником і ведення оборонного вогню у відповідь на провокативні обстріли російсько-окупаційних військ.
4 грудня 2017 року один з підрозділів Збройних Сил України, який виконує бойові завдання в районі Світлодарської дуги, відбив напад диверсійно-розвідувальної групи російсько-окупаційних військ зі складу 7-ї окремої мотострілецької бригади 2 Армійського корпусу 8 Армії Південного військового округу РФ. В результаті бойового зіткнення диверсанти кинули на місці двох поранених та одного вбитого і поспіхом залишили місце сутички.

### 2018
На початку лютого українські військові знищили другу позицію терористів поспіль. 18 лютого двоє терористів підірвалися на встановленій ними вибухівці, один з них - загинув, інший був поранений. 22 лютого внаслідок обстрілу терористами загинув сержант Ілля Сербін , ще один поранений Станіслав Гібадулін. 24 червня під Кримським смертельного поранення зазнав боєць 72-ї бригади Сергій Остапчук. Вночі на 29 червня у вогневому протистоянні загинув старший сержант 72-ї бригади Геннадій Нємцов. 10 листопада двоє українських військовиків підірвалися на вибухівці під Світлодарськом.
24 листопада 2018 року бійці ССО, взаємодіючи з іншими підрозділами, повністю звільнили село Розсадки (Бахмутський район). Лінію фронту було зміщено на 1,2-1,5 км. Підготовка до операції тривала понад місяць.

### 2019
17 лютого відбито напад ДРГ, а одного терориста взято в полон.

### 2022
24 травня ЗСУ тимчасово відійшли від Світлодарська, зайнявши зручніші позиції. Під час відходу, знищили міст через Луганку і закріпились у Луганському, зберігаючи контроль над Вуглегірською ТЕС. Станом на 27 липня українські війська відступили з Новолуганського та району Вуглегірської ТЕС до Семигір'я і Кодеми.

## Втрати
Всього з 18 по 23 грудня під час бойових дій на Світлодарській дузі загинули 9 українських військових, 35 поранені, 17 контужені, та 11 травмовані. 18-20 грудня під час бойових дій на Світлодарській дузі втрати терористів склали 42 убитими; з них 18 грудня — близько 20 чоловік вбитими та до 30 поранених. 20-21 грудня терористи свої втрати убитими вивозили більш як 10-ма автомобілями.

## Матеріали
- Юрій Руденко. Хронология трагических событий на Светлодарской дуге 18–21 декабря [Архівовано 24 грудня 2016 у Wayback Machine.] // Петро і Мазепа
- Юрій Бутусов. Світлодарськ: сценарій майбутньої війни [Архівовано 25 грудня 2016 у Wayback Machine.] // 25 грудня 2016
- Олексій Братущак. «Правий сектор» в армії: між анархією і Статутом [Архівовано 4 серпня 2017 у Wayback Machine.] // 11 квітня 2017